# Rebel Wilson
Pour les articles homonymes, voir Wilson.
Melanie Elizabeth Bownds, dite Rebel Wilson, est une actrice, scénariste et humoriste de stand-up australienne, née le 2 mars 1980 à Sydney.
Elle se fait connaître dans son pays natal, par ses rôles dans les séries Pizza (2003-2007) et The Wedge (2006-2008), dans lesquelles elle tient à chaque fois le rôle principal. Puis, elle est remarquée au niveau mondial, grâce aux rôles qu'elle occupe dans des films comme Mes meilleures amies (2011), Ce qui vous attend si vous attendez un enfant (2012), Bachelorette (2012)
Mais c'est finalement la saga Pitch Perfect (2012) qui la propulse au rang de star comique. Dès lors, elle est vedette de plusieurs films comme No Pain No Gain (2013) Célibataire, mode d'emploi (2016), Grimsby : Agent trop spécial (2016), Isn't It Romantic (2019) et Le Coup du siècle (2019).

## Biographie

### Jeunesse et formation
Melanie Elizabeth Bownds grandit dans les banlieues de Kenthurst, Parramatta et Castle Hill, dans les quartiers pauvres de Sydney. Ses parents sont des professionnels du milieu canin et la famille voyage ainsi beaucoup à travers le monde. Sa mère l'inscrit de force au théâtre, afin de vaincre sa timidité maladive.
Lors d'un séjour en Afrique du Sud pendant lequel elle contracte la malaria, Rebel Wilson, prise d'hallucinations, se voit recevoir un Oscar. La jeune étudiante décide alors de se lancer dans la comédie et étudie dans l'une des plus importantes troupes de théâtre d'Australie.
Elle est diplômée de l'Université de Nouvelle-Galles du Sud.

### Vie privée
Parallèlement à sa carrière d'actrice, Rebel Wilson a lancé sa propre marque de vêtements, Rebel Wilson x Angels.
En juin 2022, l'actrice australienne fait son coming-out en annonçant sur son compte Instagram être en couple avec une femme, Ramona Agruma, depuis plusieurs mois. Quelques jours plus tard, le journaliste Andrew Hornery du The Sydney Morning Herald avoue dans un article qu'il a menacé de révéler la relation si l'actrice refusait de répondre à ses questions, mais cette dernière le prend de vitesse et fait l'annonce elle-même.
Le 7 novembre 2022, elle annonce sur son compte Instagram être devenue maman via mère porteuse d’une petite fille nommée Royce Lilian. En février 2023, elle se fiance avec sa compagne Ramona Agruma.
En 2024, elle annonce sur sa page Instagram s'être mariée en Sardaigne.

### Débuts, seconds rôles et révélation

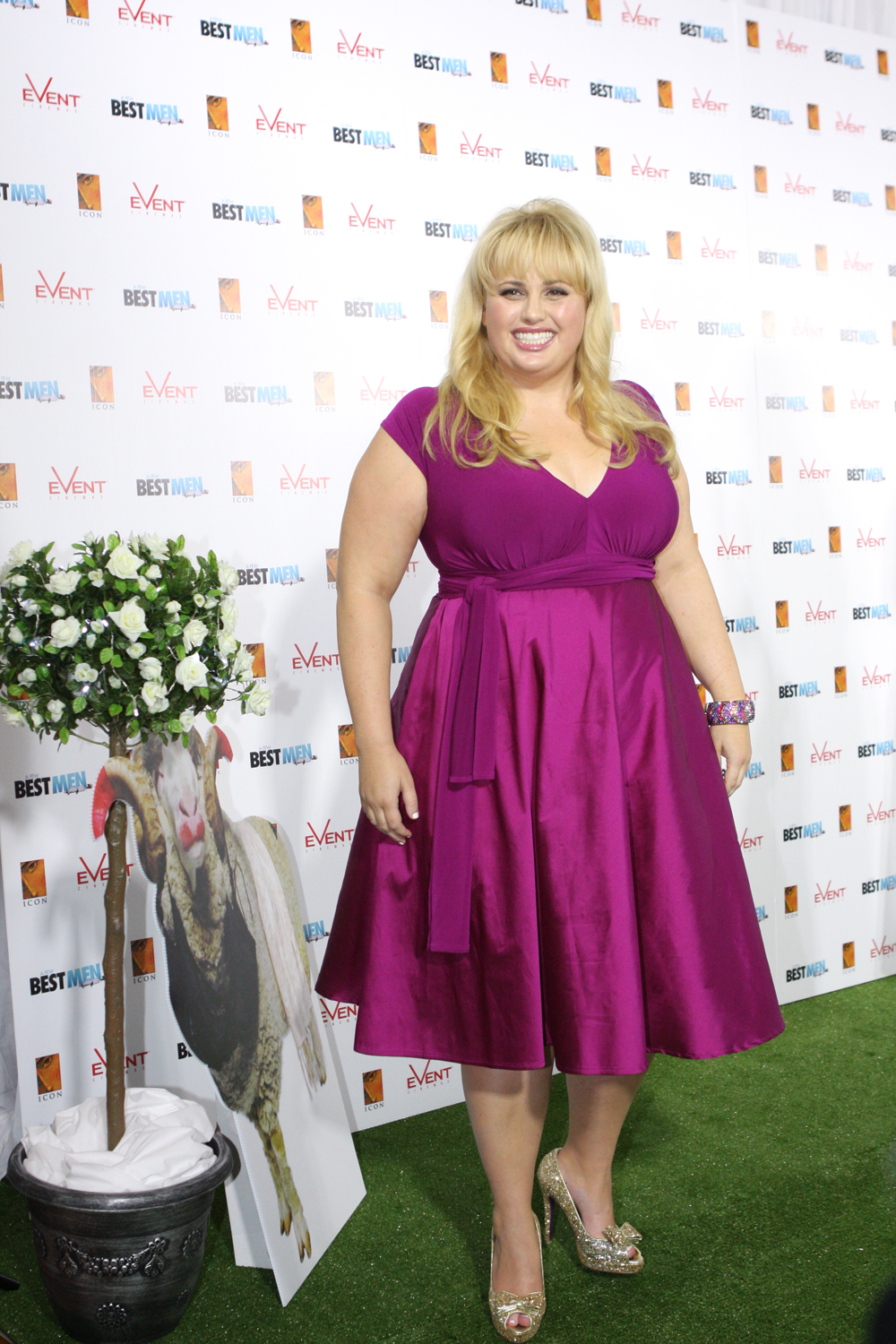
Lors de l'avant-première du film My Best Men, à Sydney, en 2012.

Si Rebel Wilson se focalise rapidement sur l'écriture de comédies musicales, c'est dans la série Pizza (de 2003 à 2007) qu'elle se fait connaître du grand public. Le spin-off de la série, Fat Pizza, lui offre son premier rôle au cinéma, en 2003. L'actrice voit plus grand et déménage aux États-Unis pour assouvir son envie de cinéma.
En 2007, elle décroche seulement un rôle mineur dans Ghost Rider. En 2008, Rebel Wilson gagne en notoriété dans son pays avec la série musicale Bogan Pride qu'elle écrit, produit, réalise et dans laquelle elle joue, tout en participant à de nombreux shows télévisés.
Elle se fait remarquer grâce à des petits rôles marquants dans des comédies romantiques populaires : Elle est notamment la colocataire dérangée de Kristen Wiig dans l'acclamée Mes meilleures amies et aussi My Best Men en 2011, puis Bachelorette en 2012.
Cette année-là, elle joue dans trois autres films : la comédie chorale Ce qui vous attend si vous attendez un enfant, la comédie dramatique indépendante Small Apartments, mais surtout le succès surprise Pitch Perfect. Son rôle de Amy La Baleine la popularise auprès du grand public, lui permettant de s'imposer comme l'élément comique d'un casting féminin pour le reste très glamour.
Parallèlement, elle prête sa voix à un personnage du blockbuster d'animation L'Âge de glace 4.
L'année suivante lui permet d'hériter de rôles plus développés : elle joue l'amie de lycée marginale de Chris Colfer dans le premier film réalisé par le jeune acteur, le semi-autobiographique Struck. Puis surtout, elle surprend avec un rôle à contre-emploi dans la satire de Michael Bay, No Pain No Gain, aux côtés de Dwayne Johnson et Mark Wahlberg.
En 2013, elle remporte le MTV Movie & TV Awards de la meilleure révélation ainsi que le Teen Choice Awards de la meilleure actrice dans un film comique.
Elle est aussi l'héroïne d'une nouvelle série télévisée américaine, dont elle est la créatrice, la comédie Super Fun Night. Mais le programme est arrêté au bout d'une seule saison, faute d'audiences.

### Passage au premier plan, cinéma et production

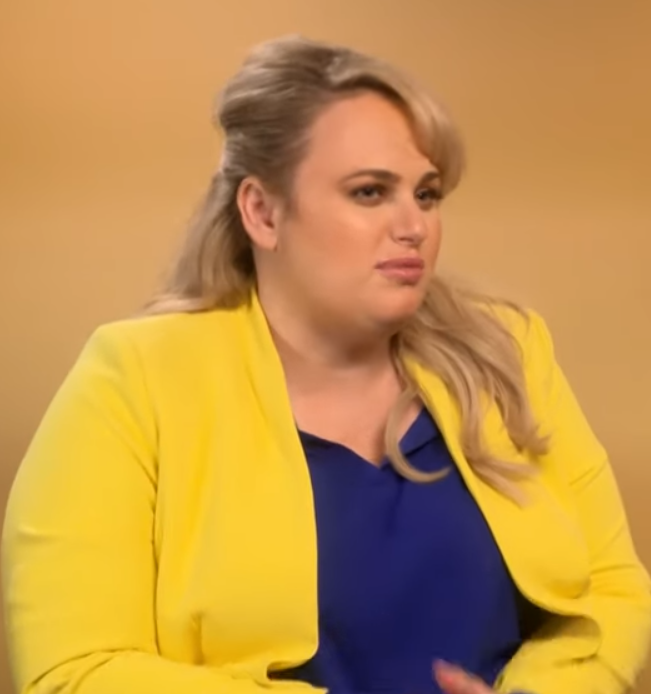
Lors d'une interview, en 2019.

Par la suite, Rebel Wilson se concentre sur le cinéma : elle reprend son rôle d'Amy dans Pitch Perfect 2 (2015) et Pitch Perfect 3 (2017). Signant des prestations comiques remarquées et saluées par des propositions aux People's Choice Awards.
Et si elle joue toujours les faire-valoir comiques dans la comédie romantique Célibataire, mode d'emploi, menée par Dakota Johnson, elle donne la réplique en 2016 à Sacha Baron Cohen, tête d'affiche de la parodie d'espionnage Grimsby : Agent trop spécial.
Mais c'est en février 2019 qu'elle est enfin propulsée tête d'affiche : Isn't It Romantic lui permet de parodier les comédies romantiques qui l'ont révélée au public américain. Elle y a pour partenaire Liam Hemsworth. Elle assure aussi le rôle de productrice exécutive et s'est dite particulièrement fière d'être à la fois l'héroïne et la productrice de ce long métrage : 

« Je suis fière du message qui est envoyé aux gens. Les femmes américaines font en moyenne une taille 46 à 48, comme moi. Elles sont 70% à être considérées comme grande taille aux Etats-Unis mais moins de 1% des premiers rôles leur sont attribués. Elles sont particulièrement mal représentées dans les romances. »

La même année, elle porte aussi la comédie d'action Le Coup du siècle aux côtés de l'oscarisée Anne Hathaway, une autre de ses productions. Elle fait aussi partie de deux distributions de stars : d'abord Cats, coécrit, coproduit et réalisé par Tom Hooper (il s’agit de l’adaptation de la comédie musicale du même nom) ; puis, Jojo Rabbit réalisé par Taika Waititi, une adaptation du roman Le Ciel en cage (Caging Skies), de Christine Leunens. Le premier est un flop critique et financier lorsque le second, présenté au Festival international du film de Toronto 2019, obtient le prix du public ainsi que l'Oscar du meilleur scénario adapté en 2020.

## Filmographie

### Cinéma

#### Longs métrages
- 2003 : Fat Pizza de Paul Fenech : Toula
- 2007 : Ghost Rider de Mark Steven Johnson : La fille de la ruelle
- 2011 : Mes meilleures amies de Paul Feig : Brynn
- 2011 : My Best Men de Stephan Elliott : Daphne Ramme
- 2012 : Bachelorette de Leslye Headland : Becky
- 2012 : Small Apartments de Jonas Åkerlund : Rocky
- 2012 : Struck de Brian Dannelly : Malerie Baggs
- 2012 : Ce qui vous attend si vous attendez un enfant de Kirk Jones : Janice
- 2012 : L'Âge de glace 4 (Ice Age : Continental Drift) de Steve Martino et Michael Thurmeier : Raz (voix)
- 2012 :  Pitch Perfect de Jason Moore : Patricia « Amy la baleine »
- 2013 : No Pain No Gain (Pain and Gain) de Michael Bay : Robin Peck
- 2014 : La Nuit au musée 3 : Le Secret des Pharaons (Night at the Museum: Secret of the Tomb) de Shawn Levy : Tilly
- 2015 : Pitch Perfect 2 d'Elizabeth Banks : Patricia « Amy la baleine »
- 2016 : Célibataire, mode d'emploi (How to be single) de Christian Ditter : Robin
- 2016 : Grimsby : Agent trop spécial (The Brothers Grimsby) de Louis Leterrier : Lindsey
- 2016 : Absolutely Fabulous, le film de Mandie Fletcher : hôtesse de l'air
- 2017 : Pitch Perfect 3 de Trish Sie : Patricia « Amy la baleine »
- 2019 : Isn't It Romantic de Todd Strauss-Schulson : Nathalie (également productrice exécutive)
- 2019 : Le Coup du siècle (The Hustle) de Chris Addison : Penny Rust (également productrice exécutive)
- 2019 : Jojo Rabbit de Taika Waititi : Fraulein Rahm
- 2019 : Cats de Tom Hooper : Jennyanydots
- 2022 : Senior Year : Stephanie Conway
- 2022 : The Almond and the Seahorse : Sarah
- 2025 : Bride Hard (en) de Simon West : Sam

#### Courts métrages
- 2007 : The Netball Diaries de Katrina Mercer : Stéphanie
- 2009 : Bargain! de Rachel Givney : Linda

### Télévision

#### Séries télévisées
- 2003-2007 : Pizza : Toula (23 épisodes)
- 2006 : World Record Pizza : Toula (6 épisodes)
- 2006-2007 : The Wedge : Personnages variés (48 épisodes - également scénariste des 48 épisodes)
- 2008 : Monster House : Penelope Webb (2 épisodes)
- 2008 : Bogan Pride : Jenny Cragg (6 épisodes - également scénariste et productrice des 6 épisodes)
- 2009 : City Homicide : L'Enfer du crime : Sarah Gilbert (saison 3, épisode 15)
- 2010 : Leçons sur le mariage : Sara (saison 5, épisode 8)
- 2011 : Workaholics : Big Money Hustla (saison 1, épisode 7)
- 2013 - 2014 : Super Fun Night : Kimmie Boubier (18 épisodes - également créatrice, scénariste et co-productrice exécutive)
- 2019 : Les Norton : Dolores Bognor / Doreen Bognor (rôle principal - 10 épisodes)

### En tant que scénariste
- 2013 : 22e cérémonie des MTV Movie & TV Awards

## Distinctions
Sauf indication contraire ou complémentaire, les informations mentionnées dans cette section proviennent de la base de données IMDb.

### Récompenses
- Tropfest 2009 : meilleure actrice pour Bargain
- MTV Movie & TV Awards 2013 : 
  - meilleure révélation pour Pitch Perfect
  - meilleur moment musical pour Pitch Perfect
- 15e cérémonie des Teen Choice Awards 2013 : meilleure actrice dans un film comique pour Pitch Perfect
- Australians in Film Awards 2016 : Screen NSW Annette Kellermann Award
- MTV Movie Awards 2016 : meilleur baiser pour Pitch Perfect 2, prix partagé avec Adam DeVine
- Razzie Awards 2020 : pire second rôle féminin pour Cats

### Nominations
- Detroit Film Critics Society 2012 : révélation de l'année pour Pitch Perfect
- Gold Derby Awards 2012 : meilleure distribution pour Mes meilleures amies
- San Diego Film Critics Society Awards 2012 : meilleure actrice dans un second rôle pour Pitch Perfect
- Behind the Voice Actor Awards 2013 : meilleure performance de doublage par une distribution dans L'Âge de glace 4 : La Dérive des continents
- 18ᵉ cérémonie des Critics' Choice Movie Awards 2013 : meilleure actrice pour Pitch Perfect
- MTV Movie & TV Awards 2013 : meilleure performance féminine pour Pitch Perfect
- Online Film & Television Association 2013 : meilleure révélation féminine pour Pitch Perfect
- 15ᵉ cérémonie des Teen Choice Awards 2013 : 
  - meilleure alchimie à l'écran pour Pitch Perfect, nomination partagée avec Anna Camp, Hana Mae Lee et Brittany Snow
  - comique préférée
- 40ᵉ cérémonie des People's Choice Awards 2014 : actrice préférée dans une nouvelle série télévisée
- Young Hollywood Awards 2014 : Cuz You're Funny
- 17ᵉ cérémonie des Teen Choice Awards 2015 : 
  - meilleur baiser pour Pitch Perfect 2, nomination partagée avec Adam DeVine
  - meilleure actrice dans un film comique pour Pitch Perfect 2
- Kids' Choice Awards 2016 : actrice de film préférée pour Pitch Perfect 2
- MTV Movie Awards 2016 : meilleure performance comique pour Pitch Perfect 2
- 43ᵉ cérémonie des People's Choice Awards 2017 : actrice de film comique préférée
- Legionnaires of Laughter Legacy Awards 2018 : meilleure artiste comique féminine
- 20ᵉ cérémonie des Teen Choice Awards 2018 : meilleure actrice dans un film comique pour Pitch Perfect 3
- 45ᵉ cérémonie des People's Choice Awards 2019 : actrice de film comique préférée pour Isn't It Romantic
- Razzie Awards 2020 : pire actrice pour Le coup du siècle
- 26ᵉ cérémonie des Screen Actors Guild Awards 2020 : meilleure distribution pour Jojo Rabbit
- Shorty Awards 2020 : meilleure actrice

## Voix francophones
En France, Edwige Lemoine est la voix française régulière de Rebel Wilson. Julia Boutteville et Gaëlle Marie l'ont doublée respectivement à cinq et quatre reprises.
Au Québec, elle est régulièrement doublée par Émilie Bibeau.